# Historische Stuttgart-Stadtpläne

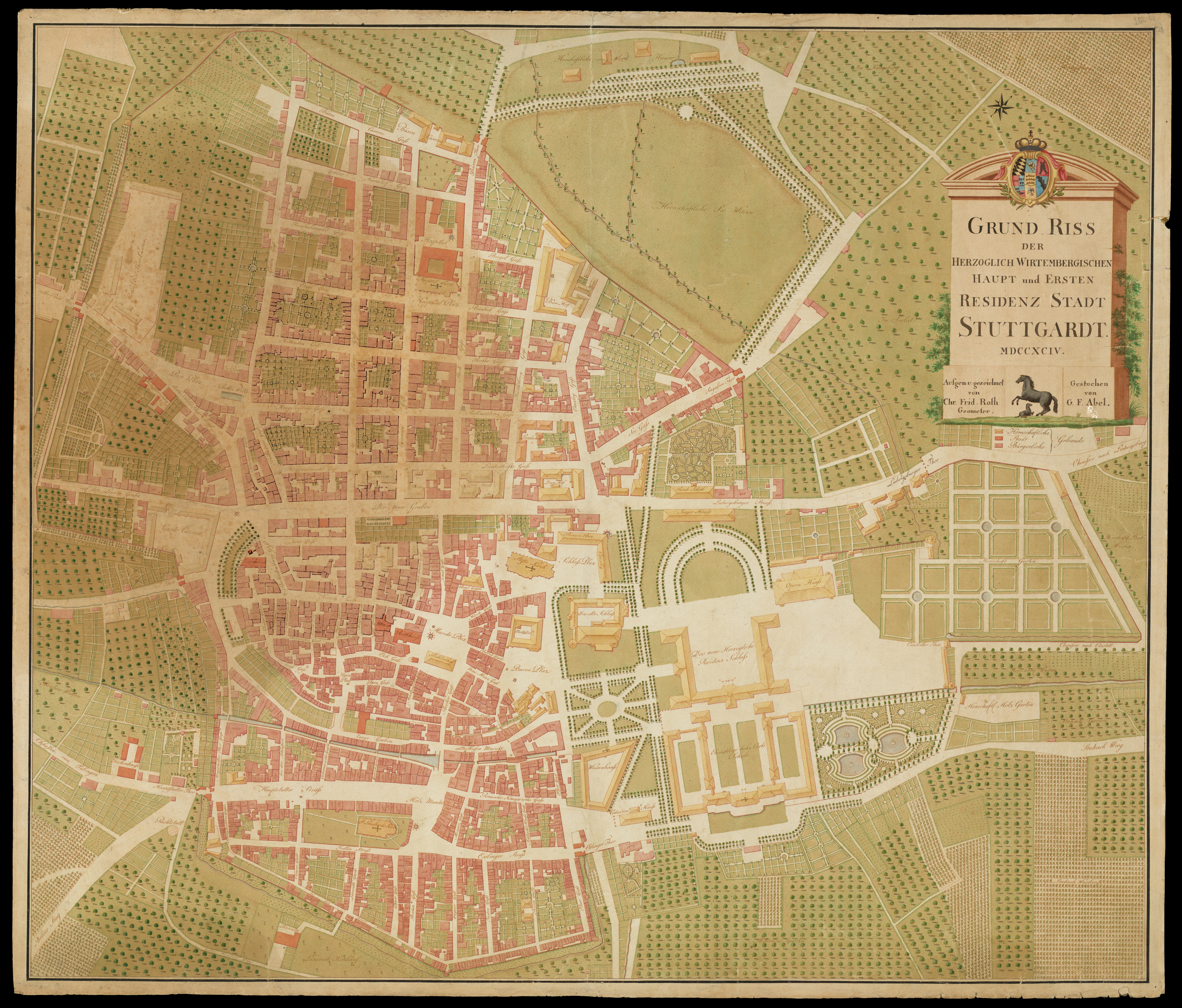
Erster Stuttgarter Stadtplan mit Häusernummerierung, 1794.

Historische Stuttgart-Stadtpläne sind ebenso wie alte Ansichten, Abbildungen und Adressbücher unverzichtbare Hilfsmittel zur Erforschung der Stuttgarter Vergangenheit. Hier werden wichtige historische Stadtpläne und stadtplanähnliche Ansichten von Stuttgart vorgestellt.
Der Stuttgarter Historiker Gustav Wais veröffentlichte 1941 und 1954 ein Grundlagenwerk über historische Stuttgarter Stadtpläne.
Hinweis: Schefold-Nummern, zum Beispiel „Schefold 8123“, beziehen sich auf Max Schefolds Katalog „Alte Ansichten aus Württemberg“ (#Schefold 1957).

## Gustav Wais
Dem Stuttgarter Denkmalpfleger und Heimatforscher Gustav Wais verdankt seine Vaterstadt nicht nur das Städtische Lapidarium mit vielen wertvollen steinernen Zeugen der Stuttgarter Vergangenheit, sondern auch Standardwerke, in denen er die wichtigsten Zeugnisse über „Alt-Stuttgart“ (bis zum Jahr 1800) zusammentrug.
1941 gab Gustav Wais eine kommentierte Sammlung mit den wichtigsten alten Plänen und Ansichten von Stuttgart heraus, die er nach dem Zweiten Weltkrieg 1954 in einer überarbeiteten und ergänzten zweiten Auflage herausbrachte. Bereits 1951 erschien sein Bildband von Alt-Stuttgart, dem 1955 und 1959 zwei weitere Bände folgten mit Bildern aus dem 19. Jahrhundert bzw. vor den Zerstörungen des Zweiten Weltkriegs.

## Stadtpläne
Die folgende Auswahl von historischen Stuttgart-Stadtplänen ist nach dem Ausgabejahr geordnet. Die Abschnittüberschriften enthalten das Ausgabejahr und den Namen des Stadtplanautors.

### 1592, Jonathan Sauter
| „Warhaffte Conterfactur der Fürstlichen Hauptstatt Stutgarten in dem hochlöblichen Fürstenthumb Württemberg 1592“, Ansicht der Stadt Stuttgart von Südosten, Radierung von Jonathan Sauter, 1592, 42 × 109 cm. Signiert: ISR (Monogramm von Jonathan Sauter) in der Kartusche unten links. Schefold 7778. Quelle: #Decker-Hauff 1966, nach S. 352. Literatur: #Wais 1954.2, Seite 154–161, Tafel 3, #Bach 1868, #Bach 1896, S. 77–79, #Decker-Hauff 1966.2, #Decker-Hauff 1966, S. 352, #Schefold 1957, S. 565. |

Blick von der Stafflenbergstraße im Stuttgarter Südosten auf die Stadt Stuttgart. Im Vordergrund die Leonhardsvorstadt, dahinter die ummauerte Innenstadt. Im Hintergrund verschwindet die Reiche Vorstadt, um die Stadt breiten sich Wiesen und Weinberge, Äcker und Wald aus.
Nach Max Bach ist Sauters Stadtansicht die „älteste Abbildung Stuttgarts“, Gustav Wais lobt sie als die „vollständigste und schönste alte Ansicht der Stadt“, und Hansmartin Decker-Hauff preist sie als „die erste verläßliche, in allen Einzelheiten getreue und dabei doch übersichtliche Stadtansicht“.
Über der Stadtansicht schwebt ein  Medaillon mit dem württembergischen Wappen, umgeben von reichen Renaissanceverzierungen. Von diesem Wappen geht beiderseits ein flatterndes, kunstvoll verschlungenes Schriftband mit dem Bildtitel aus. In den oberen Ecken sind zwei Kartuschen mit einem lateinischen bzw. deutschen Widmungsgedicht angebracht, in den unteren Ecken zwei Kartuschen mit Bildlegenden der Gebäude und der Weinberge. Zu den Bildlegenden siehe auch:
- Version mit großen Indexziffern.
- Umschrift und Erklärungen der Bildlegenden nach Hansmartin Decker-Hauff.[6]

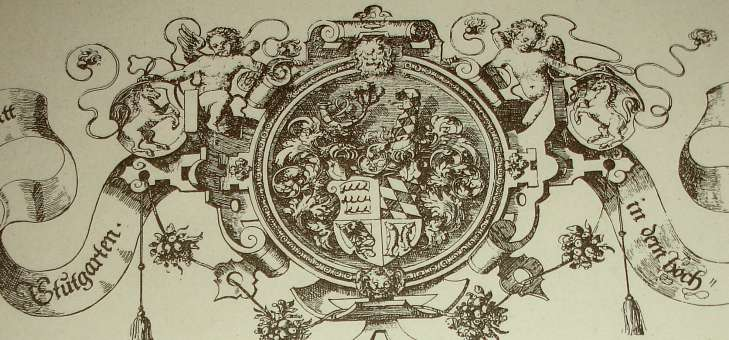
Wappen.
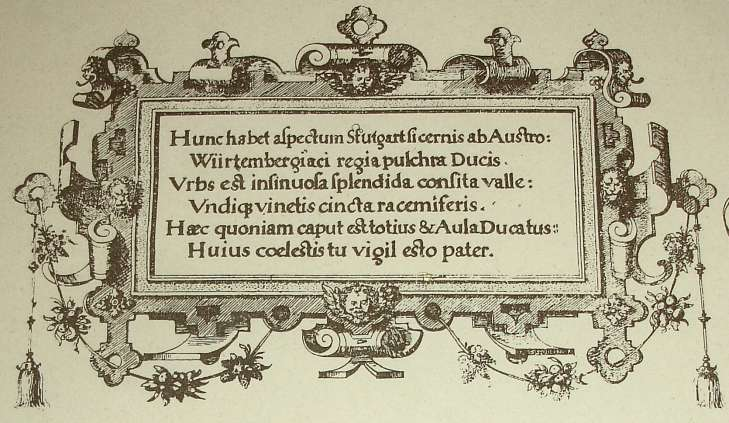
Lateinisches Widmungsgedicht.
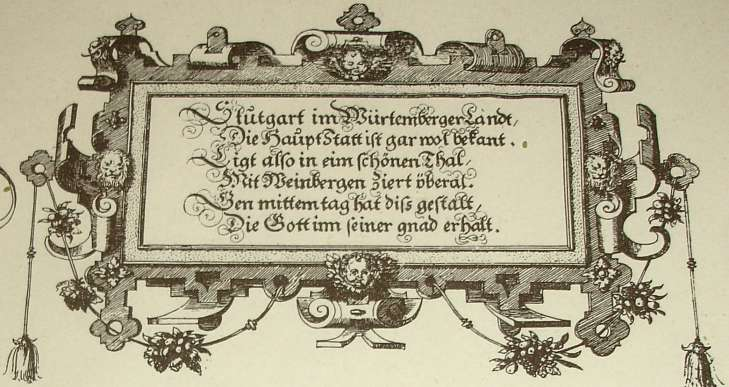
Deutsches Widmungsgedicht.
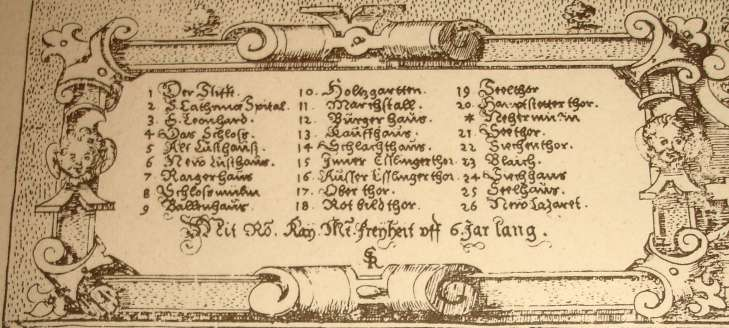
Legende der Gebäude.
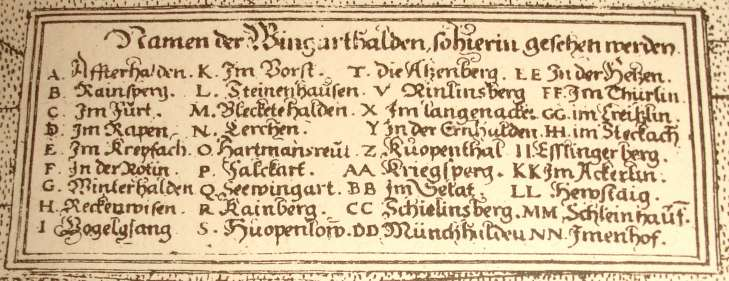
Legende der Weinberge.
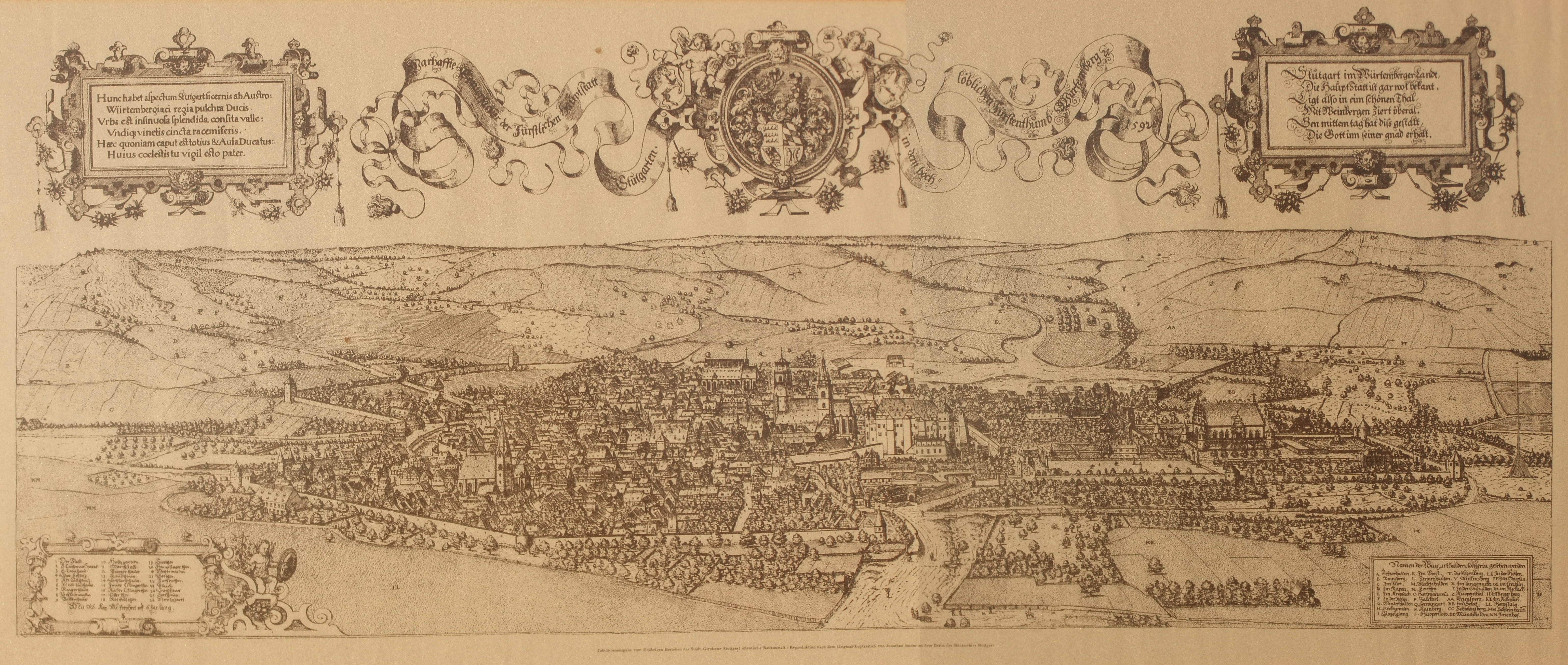
In Originalfarben
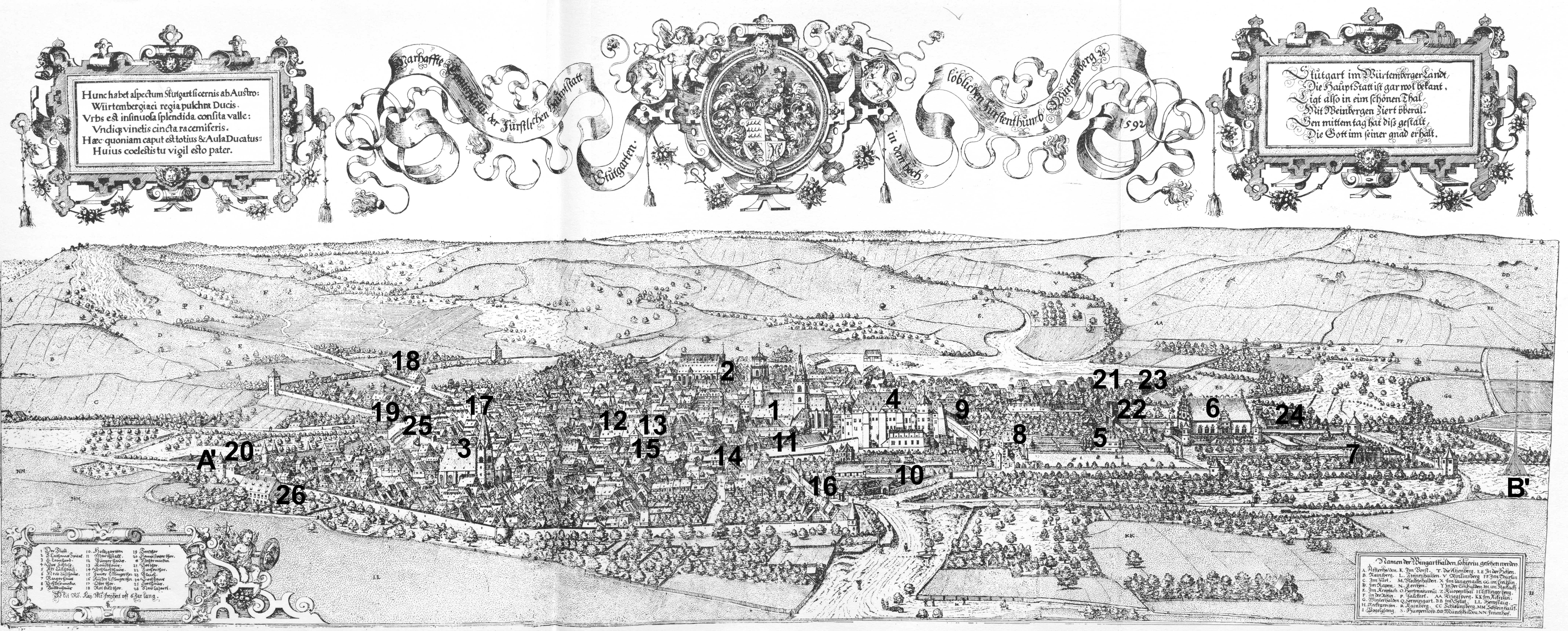
Mit großen Indexziffern.
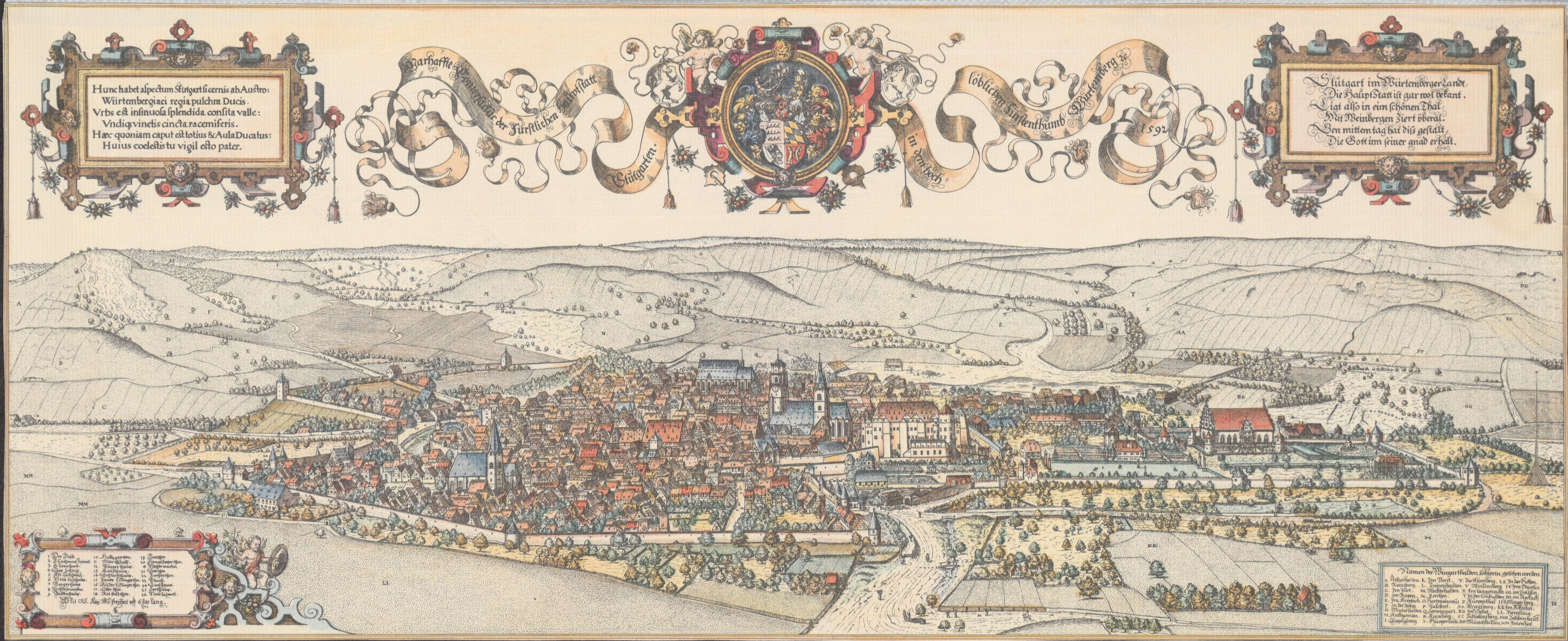
Kolorierung von Unbekannt.
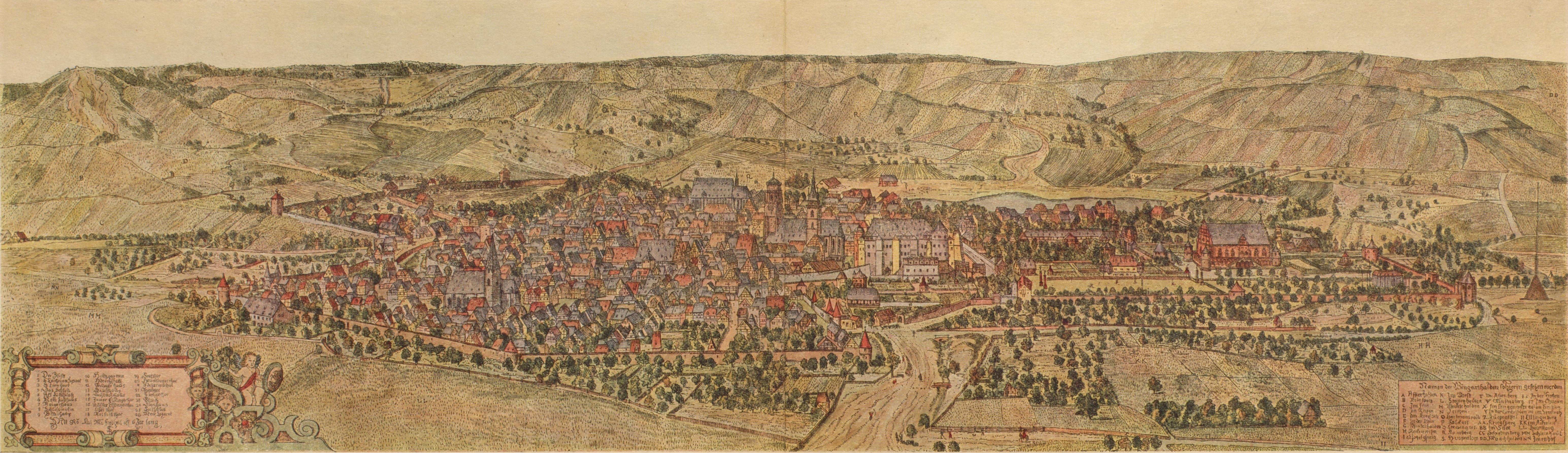
Autographie von Max Bach, 1870.

### 1638, Matthäus Merian
| - → Bildkommentar „Die Fürst[liche] Statt Stuetgart“, Vogelschaubild von Stuttgart, Kupfertafel von Matthäus Merian, 1638, erste Buchpublikation 1643, 209 × 322 mm. Schefold 7790. Quelle: Faksimile einer kolorierten Fotolithografie, Herausgeber: Stadtmessungsamt Stuttgart, ohne Jahr, online. Literatur: #Merian-Druckgraphik 4, S. 78, Nummer 84, #Wais 1954.2, S. 216–219, Tafel 37, #Bach 1896, S. 79–80, #Schefold 1957, S. 566, #Gugenhan 1997, S. 25, #Borst 1973 mit einer Zusatzlegende mit 77 Indexziffern. |

Blick von der Geroksruhe im Stuttgarter Südosten auf die Stadt Stuttgart. Das Vogelschaubild kombiniert Stadtansicht und Stadtplan und ist nicht nach Norden, sondern nach der Königstraße (damals „Großer Graben“) orientiert, die waagerecht durch das Bild verläuft. Innerhalb der Stadtmauer mit ihren Türmen und Toren ist in der Mitte die Innenstadt und rechts davon der Lustgarten zu sehen, dessen „in weiten Teilen unkorrekte“ Wiedergabe Stefan Gugenhan moniert. Oben ist die Reiche Vorstadt mit einem Teil der beiden Seen dargestellt, unten die St. Leonhards-Vorstadt.
Unter dem Bildtitel „Die Fürst: Statt Stuetgart“ ist das Stuttgarter Stadtwappen mit springendem Pferd zu sehen, rechts oben im Lorbeerkranz das Wappen des Hauses Württemberg und unten rechts ein an einer Stange hängender Teppich mit der Bildlegende.

### 1640, Max Bach
| „Stuttgart um [das] Jahr 1640“, Kupferstich von Max Bach, 1895. Signiert: M. Bach entw. und gez. 1895 – A. Eckstein, lith. Anst. Stuttgart (Max Bach entworfen und gezeichnet 1895 – Adolph Eckstein, lithographische Anstalt Stuttgart). Nicht bei Schefold. Quelle: #Bach 1896, Tafel I. |

Über das Zustandekommen dieses Stadtplans schrieb Max Bach: „Wir haben alle diese mehr oder weniger unvollständigen Pläne für unseren Plan Tafel l benützt, welcher die Stadt auf Grundlage des Rothschen Planes vom Jahr 1794, nach ihrem Bestand vor der Mitte des 17. Jahrhunderts darstellt.“ Die Bildlegende am rechten Bildrand listet die wichtigsten Gebäude auf.

### 1652, Unbekannt
| Plan der Wasserläufe und Dolen in Stuttgart nach der Nesenbach-Überschwemmung 1652, Federzeichnung von Unbekannt, 1652, 74 × 100 cm, Bildlegende und Indexziffern hinzugefügt. Schefold 7745. Quelle: #Wais 1954.2, Tafel 38. Literatur: #Wais 1954.2, S. 219, Tafel 38, #Schefold 1957, S. 562. |

Nach der Nesenbach-Überschwemmung 1652 veranlasste Herzog Eberhard III. die Aufnahme aller Wasserläufe der Stadt. Gustav Wais fügte die Indexziffern in den Plan ein und beschrieb alle Stadttore und -türme anhand dieser Nummerierung:
„Neben diesem seinem eigentlichen Zweck hat aber der Plan besonderen baugeschichtlichen Wert, weil sich aus ihm die ganze Stadtbefestigung und Ummauerung mit sämtlichen Toren und Türmen, infolge genauer Angabe von deren Bauform, ob rund oder eckig, sowie des Standorts, einwandfrei rekonstruieren läßt.“

### 1720, Jeremias Wolff, Großformat
| „Stutgard“, Stuttgart von Südosten, Kupferstich von Jeremias Wolff, um 1720, 295 × 990 mm. Signiert: Haered: Ier. Wolffij exc. A. V (Haeredes Jeremiae Wolffi excuderunt Augusta Vindelicorum = Gedruckt von den Erben von Jeremias Wolff, Augsburg). Unter dem Plan: Bildlegende. Schefold 7811. Quelle: #Wais 1954.2, Tafel 21. Siehe auch: Kleinformatige Fassung. Literatur: #Wais 1954.2, S. 192, Tafel 21, #Schefold 1957, S. 568. |

Gustav Wais urteilte über Wolffs Stich:
„Leider ist das Blatt eine perspektivisch äußerst mangelhafte, zum Teil auch fehlerhafte Wiedergabe des Stadtbildes und daher nur mehr als Kuriosität zu werten.“
„Auf der Ansicht von Jeremias Wolff von 1720 … hat der ortsunkundige Augsburger Stecher außer diesem und dem späteren Schellen-Turm auch noch den Folter-Turm, ja selbst den Pulver-Turm (Nr. 20) als ‚Schellen-Turm’ bezeichnet!“

### 1720, Jeremias Wolff, Kleinformat
| „Stutgard“, Stuttgart von Südosten, Kupferstich von Jeremias Wolff, um 1720, etwa 11 × 56 cm. Im Fuß des Bildes: Bildlegende (die gelben Indexziffern sind nicht Bestandteil des Originals). Quelle: #Wais 1954.2, Tafel 43. Siehe auch: Großformatige Fassung. Literatur: #Wais 1954.2, S. 192, 228, Tafel 43. |

Nachstich des Großformats in kleinerem Maßstab und mit integrierter Bildlegende. Der Stich bildet den unteren Teil des Stadtplans von Matthäus Seutter von 1720.

### 1720, Matthäus Seutter
| „Stutgardia – Stutgard“, Stadtplan von Matthäus Seutter, darunter Stadtansicht von Jeremias Wolff, Kupferstich, um 1720, 48 × 56 cm. Nicht bei Schefold. Quelle: Kartensammlung Moll. Siehe auch: Wolff, Großformat, Wolff, Kleinformat. Literatur: #Wais 1954.2, S. 228, Tafel 43. |

Links oben: Wappen von Stuttgart und Wappen des Herzogtums Württemberg.
Oben rechts: Kartusche mit der Geschichte Stuttgarts.
Titelkartusche:
| Stutgardia. Würtenbergensis Ducatus Metropolis arcem habens eleganitssimam, multasque amoenitates exhibita à Matthaeus Seutter Sacrae Caesareae Majestatis Geographus Augusta Vindelicorum.                                                     |
| Stutgard. Die Hoch Fürstlich und annehmliche Haupt und Residentz Stadt des Herzogthums Würtenberg nicht weit vom Neckar ausgefertigt und verlegt von Matthäus Seutter, Kayserlicher und Königlicher Catholischer Majestät Geograph in Augspurg. |

### 1794, Christian Friedrich Roth
| „Grund Riss der Herzoglich Wirtembergischen Haupt und Ersten Residenz Stadt Stuttgardt. MDCCXCIV“, erster Stadtplan von Stuttgart mit Häusernummerierung, Zeichnung von Christian Friedrich Roth, Kupferstich von Gottlieb Friedrich Abel, 1794, 63 × 74 cm. Schefold 7759. Mit Straßen- und Gebäudenamen. Quelle: #Roth 1794. Farbabbildung (mit schlecht lesbaren Straßen- und Gebäudenamen): siehe Titelbild. Literatur: #Wais 1954.2, S. 248–256, Tafel 52, #Schefold 1957, S. 563. |

Der Stadtplan ist nicht nach Norden, sondern nach der Königstraße (damals „Großer Graben“) orientiert, die waagerecht durch das Bild verläuft. Es ist der erste Plan, in dem die Häuser nummeriert und die Straßennamen eingezeichnet sind. Die im Stadtplan eingetragenen Hausnummern galten von 1757 bis 1811 und waren keine straßenweisen Hausnummern, sondern die fortlaufenden Nummern aller Häuser von 1 bis 1374 (= damalige Gesamtzahl der Häuser). Von 1811 an wurden die Häuser je Viertel durchnummeriert. Die heutige straßenweise Nummerierung wurde erst 1832 eingeführt.
Als Ergänzung zum Stadtplan veröffentlichte Christian Friedrich Roth 1795 ein Adressbuch. In dem 58 Seiten umfassenden Oktavheftchen sind die Namen der Häuserinhaber und die Häusernummern angegeben, nicht aber die Straßennamen, die aber durch Aufsuchen der Häusernummer im Plan herausgefunden werden können.
Hinweise: Eine Konkordanztabelle der alten und heutigen Straßennamen findet sich bei #Wais 1954.2, S. 249–251.

### 1811, Gottlieb Börner
| „Plan oder Wegzeiger der Königlich Württembergischen Residenzstadt Stuttgart nach der neuen Eintheilung, mit Bezeichnungen der Viertel, Straßen und Hausnummern vom Jahr 1811“, Kupferstich von Gottlieb Börner, 1811, 43 × 54 cm. Signiert: Im Verlag der Ebnerschen Kunsthandlung. Gezeichnet und auf Stein graviert von Gottlieb Börner. Schefold 7763. Quelle: #Scheffer 1815. Literatur: #Scheffer 1815 , #Schefold 1957, S. 564. |

Der Stadtplan ist nicht nach Norden, sondern nach der Königstraße orientiert, die waagerecht durch das Bild verläuft. Er spiegelt die neue Einteilung der Stadt in vier Viertel wider, die von 1811 bis 1832 galt. Die Viertel wurden mit den Buchstaben A–D bezeichnet (Lit. A–D = Littera A–D) und sind im Plan farblich markiert (Legende rechts unten). Öffentliche Gebäude sind ebenfalls farblich markiert und namentlich bezeichnet. Die Häuser wurden nicht mehr fortlaufend über die ganze Stadt, sondern fortlaufend je Viertel durchnummeriert. Rechts oben das Wappentier der Stadt Stuttgart, die springende Stute mit säugendem Fohlen.

### 1846, Karl Pfaff
| Faltplan der Stadt Stuttgart von Unbekannt, 1846. Nicht bei Schefold. Quelle: #Pfaff 1846. |

Der Plan erschien als Schwarzweiß-Beilage zu einer Teilauflage von Karl Pfaffs „Geschichte der Stadt Stuttgart nach Archival-Urkunden und andern bewährten Quellen, Band 2“. Nach der Bildlegende unten rechts war vorgesehen, die Distrikte, Gebäude und Gasthöfe farblich zu markieren. Es ist nicht bekannt, ob tatsächlich auch eine Farbfassung des Plans herausgegeben wurde.
Der Stadtplan spiegelt die Einteilung der Stadt in drei Distrikte und die straßenweise Hausnummerierung wider, die seit 1832 galt. Die Distrikte wurden mit den Buchstaben A–C bezeichnet (Lit. A–C = Littera A–C). Der Plan ist als historische Quelle sehr wertvoll, weil die Häuser mit ihren Hausnummern im Plan eingetragen sind.

### Weitere Literatur
- Max Bach: Ein noch unbekannter Monogrammist des 16.Jahrhunderts. In: Archiv für die zeichnenden Künste mit besonderer Beziehung auf Kupferstecher- und Holzschneidekunst und ihre Geschichte, Jahrgang 14, 1868, S. 127–128, pdf.
- Max Bach (Zeichnung); A. Eckstein (Stich): Stuttgart um Jahr 1640. In: Max Bach (Herausgeber); Carl Lotter: Bilder aus Alt-Stuttgart. Stuttgart 1896 (Digisat).
- Otto Borst: Stuttgart. Die Geschichte der Stadt. Stuttgart 1973. – Stadtplan mit Zusatzlegende.
- Hansmartin Decker-Hauff: Geschichte der Stadt Stuttgart, Band 1. Stuttgart 1966.
- Hansmartin Decker-Hauff: Die Stuttgarter Stadtansicht des Jonathan Sauter von 1592. Jubiläumsgabe zum 50-jährigen Bestehen der Städtischen Girokasse Stuttgart öffentliche Bankanstalt. Stuttgart o. J. (1966).
- Stefan Gugenhan: Die landesherrlichen Gärten zu Stuttgart im 16. und 17. Jahrhundert. Stuttgart 1997.
- Jürgen Hagel: Cannstatt und seine Geschichte. Stuttgart 2007.
- Wilhelm Ferdinand Ludwig Scheffer: Geschichts-Daten und Merkwürdigkeiten von Stuttgart. Stuttgart 1815 (Nachdruck 1969).
- Max Schefold: Alte Ansichten aus Württemberg, Band 2: Katalogteil. Stuttgart 1957.
- Stuttgart im Spiegel alter Karten und Pläne. Katalog bearbeitet von Jürgen Hagel, hrsg. vom Württembergischen Geschichts- und Altertumsverein. Hauptstaatsarchiv, Stuttgart 1984.
- Gustav Wais: Alt-Stuttgart: die ältesten Bauten, Ansichten und Stadtpläne bis 1800; mit stadtgeschichtlichen, baugeschichtlichen und kunstgeschichtlichen Erläuterungen. 1. Auflage: Stuttgart 1941. 2., überarbeitete und ergänzte Auflage: Stuttgart 1954.
- Gustav Wais: Stuttgart im neunzehnten Jahrhundert : 150 Bilder mit stadtgeschichtlichen, baugeschichtlichen und kunstgeschichtlichen Erläuterungen. Stuttgart 1955.
- Gustav Wais: Stuttgart vor der Zerstörung. 134 Bilder mit stadtgeschichtlichen, baugeschichtlichen und kunstgeschichtlichen Erläuterungen. Stuttgart 1959.
- Lucas Heinrich Wüthrich: Das druckgraphische Werk von Matthaeus Merian d. Ae., 4. Die grossen Buchpublikationen II. Die Topographien. Hamburg 1996.